# Mystery Girl
Mystery Girl är ett postumt studioalbum av Roy Orbison, utgivet 7 februari 1989. Albumet är producerat av Jeff Lynne (spår 1, 4, 5), Roy Orbison (spår 1, 8–10), Barbara Orbison (spår 2), Bono (spår 6), Mike Campbell (spår 2, 8–10) och T Bone Burnett (spår 3, 7). Bonusspåret på återutgvningen från 2008 är producerat av Rick Rubin.
Albumet nådde Billboard-listans 5:e plats. 
På englandslistan nådde albumet 2:a plats. 

## Låtlista
Singelplacering i Billboard inom parentes. Placering i England=UK 
1. "You Got It" (Jeff Lynne/Roy Orbison/Tom Petty) (#9, UK #3)
2. "In the Real World" (Will Jennings/Richard Kerr)
3. "(All I Can Do Is) Dream You" (Billy Burnette/Dave Molloy)
4. "A Love So Beautiful" (Jeff Lynne/Roy Orbison)
5. "California Blue" (Jeff Lynne/Roy Orbison/Tom Petty)
6. "She's a Mystery to Me" (Bono/The Edge) (UK #27)
7. "The Comedians" (Elvis Costello)
8. "The Only One" (Wesley Orbison/Craig Wiseman)
9. "Windsurfer" (Roy Orbison/Bill Dees)
10. "Careless Heart" (Roy Orbison/Diane Warren/Albert Hammond)
11. "You May Feel Me Crying" (Will Jennings/R. Kerr) (bonusspår på återutgåvan från 2008)